# Unanu Village
Unanu Village är en ort i Mikronesiska federationen.   Den ligger i kommunen Unanu Municipality och delstaten Chuuk, i den västra delen av landet, 900 km väster om huvudstaden Palikir. Unanu Village ligger 8 meter över havet och antalet invånare är 178. Den ligger på ön Unanu.
Terrängen runt Unanu Village är mycket platt.  Närmaste större samhälle är Onou Village, 6,6 km nordväst om Unanu Village. 